# 34 Dywizja Strzelecka (ZSRR)
34 Dywizja Strzelecka (ros. 34-я стрелковая дивизия) – związek taktyczny piechoty Armii Czerwonej.
W czerwcu 1941 roku w składzie 18 Korpusu Strzeleckiego, 15 Armii.

## Struktura organizacyjna
- 83 Pułk Strzelecki
- 134 Pułk Strzelecki
- 327 Pułk Strzelecki
- 360 Pułk Artylerii Lekkiej
- 145 Pułk Artylerii Haubic
- 75 dywizjon przeciwpancerny
- 7 kompania rozpoznawcza
- 59 batalion saperów
- inne służby